# Анисимов, Владимир Аркадьевич
Влади́мир Арка́дьевич Ани́симов (род. 7 марта 1962 года, Кирово-Чепецк, Кировская область, РСФСР, СССР) — советский хоккеист.

## Биография
Родился в 1962 году в Кирово-Чепецке. Воспитанник ДЮСШ местного хоккейного клуба «Олимпия» (первый тренер — Г. М. Журавлёв).
В 16 лет начал играть за выступающую во второй лиге чемпионата СССР команду «Олимпия». В 1980 году был приглашён в юниорскую сборную СССР, в составе которой выиграл Чемпионат Европы 1980 года. После этого успеха был приглашён в команду высшей лиги — воскресенский «Химик», но по завершении сезона 1980/1981 вернулся в «Олимпию», где в основном и играл до завершения карьеры.